# ポール・オトレ
ポール・マリー・ギスラン・オトレ (Paul Marie Ghislain Otlet, 1868年8月23日 - 1944年12月10日)は、作家、起業家、空想家、法律家、平和活動家である。彼は、情報学の父と言われる複数の人物の一人だとみなされている。オトレ自身は情報学をドキュメンテーションと呼んでいた。オトレは、ファセット分類法の最も有名な例の一つである国際十進分類法（UDC）の発案者として知られる。オトレは、ヨーロッパにおける標準的なアメリカ式3×5インチ情報カードの広範な採用において功績があり、このカードは最近まで世界中の殆どの図書目録で使われていた。（今となっては大部分がオンライン閲覧目録（OPAC）の出現によって取って代わられてしまったが。）オトレは、世界の知識をいかに収集し、組織するかという事に関するエッセイを数多く著した。それらは、Traité de Documentation（『ドキュメンテーション概論』、1934）とMonde: Essai d'universalisme（1935）という2冊の本にまとめられている。 
1907年には、大規模な国際会議に続いて、アンリ・ラ・フォンテーヌとオトレは国際連盟（International Associations）の中央事務所を設立した。これは後の1910年に国際学会連合（Union of International Associations）となり、現在もブリュッセルにある。オトレらは、当初世界宮殿(Palais Mondial)と呼ばれた世界書誌編纂のための国際センターをも設立し、それは後に、彼らが所属するさまざまな組織や機関のコレクションや活動を収めるべく、ムンダネウム（Mundaneum）と名が改められた。
オトレは理想主義者、平和活動家でもあった。国際連盟と、国際連盟の下の国際知的協力機関（International Institute of Intellectual Cooperation）（ユネスコの先駆けにあたる）において具体化された国際主義の政治的理想を推し進め、同僚のラ・フォンテーヌ（1913年にノーベル平和賞を受賞）と共に、情報の地球規模での拡散と国際組織の創設によって出現しつつあった、新たな「世界国家」を実現すべく努力した。

## 若年期と経歴
1868年8月23日、オトレはベルギーのブリュッセルで生まれた。エドゥアール・オトレとマリア（旧姓：ヴァン・モンス）夫婦の長男である。彼の父親、エドゥアールは裕福な実業家であり、世界中の路面電車に関する商売をしていた。1871年、オトレ3歳のときに、母親（24歳）が亡くなった。母親の関係でオトレはヴァン・モンス一族の豊かな家族と、ベルギーの最も重要な詩人、エミール・ヴェルハーレンのヴェルハーレン一族に関わっていた。11歳まで、オトレの父親は彼を学校から離し、家庭教師を雇った。その結果、彼は教室が息苦しい環境であると信じていた。子供時代、オトレは友達が少なかったので、唯一の弟モーリスとよく遊んでいた。そして、彼はすぐ本や読書が好きになってきた。6歳の時、父の財産に一時的にかげりがみえたので、家族全員はパリに引っ越しした。11歳のとき、オトレはパリのイエズス会の学校に3年間通っていた。それは彼が初めて学校に行った経験だった。その後、ポール・オトレの家族はブリュッセルに戻り、ポールもブリュッセルにある有名なサン・ミッシェル学院の付属高校で学んでいた。1894年に、ポールの父親はカトリック党の元老院（ベルギー）の議員になった（1900年まで）。父親は有名な植物学者ジャン・ジュール・リンデンの娘、ヴァレリー・リンデンと再婚し、二人は子供5人をもうけた。ヴァレリー・リンデンと結婚している間に、家族は休暇や父親の仕事の関係でイタリア、フランス、ロシアに旅行にいった。オトレはルーヴァン・カトリック大学とリブレ・ド・ブリュッセル大学で教育を受けた。1890年7月15日、彼は法律の学位を取得した。1890年12月9日、オトレは彼のはとこ、フェルナンド・グローンと結婚した。彼は父親の友人の有名な弁護士エドモンド・ピカールのところで書記の仕事をしていた。しかし、オトレはすぐに自分の法律関係のキャリアに不満になった。一方、書誌学に興味を持つようになってきた。彼の最初の作品は、1892年に書かれた「書誌学について」というエッセイであった。その中で彼は、書籍が情報を保存する方法として不十分であるという信念を表明した。その理由は、書籍の中に含まれる事実の配列はこの部分の著者により、勝手に決められたものであるため、個々の事実を見つけるのが難しい。よりよい保存システムは情報の個々の「まとまり」を含むカードとなる。このカードは「全ての分類と連続を綴じ込む操作」をできるようになるとオトレのエッセイで書いた。さらに、これらのデータまとまりのすべての分類できる「知識の非常に詳細な総観のアウトライン」が必要である。オトレの経歴は1891年から本格的に始まった。この年にオトレは弁護士アンリ・ラ・フォンテーヌに会った。二人とも書誌学と国際関係に対し興味を持っているので、親友になった。1892年、彼らは様々な社会科学に関する参考文献目録を作ることを、ベルギーの社会・政治学会（Societé des Sciences sociales et politiques）に委託した。彼らはこれを完成させるまで、3年かかった。1895年、彼らは1876年に発明された図書館の分類システム、デューイ十進分類法を見つけた。以前オトレの想像のように、事実の分類を乗り越えるために、彼らはこのシステムを拡大することを決めた。彼らはこのシステムを変更する許可を貰うために、デューイ十進分類法の作成者、メルヴィル・デューイに手紙を書いた。彼はオトレらのシステムが英語に翻訳されない限り、合意した。彼らはその後すぐに、この拡張の仕事を始めた。この間に、オトレと妻は2人の息子、マルセルとジャンをもうけた。1895年、オトレは国際書誌協会（IIB）を設立した。後に、国際情報及びドキュメンテーション連盟（FID）に改称した。オトレの経歴には国際的な書誌データベースや百科事典の作成、国際的な図書館及び博物館の設立など多くの国際的な共同活動が含まれる。

## 世界書誌目録
世界書誌目録（Repertoire Bibliographique Universel：RBU)は、1895年にオトレとラ・フォンテーヌがブリュッセルで設立した国際書誌協会（Institut International de Bibliographie：IIB）の活動の一環として作成された。国際書誌協会は、知識を体系化しようとする百科事典作成の試みや、知識の統合を通じて世界平和を発展させるという思想に影響を受けて設立された、世界中すべての分野の学術文献の書誌情報を把握することを目的に設立された機関である。国際書誌協会の書誌活動は、第一次世界大戦が始まり、ブリュッセルにドイツ軍が侵攻するまで続けられた。
世界書誌目録は3×5インチ四方のインデックスカードのコレクションで、1895年の終わりまでに世界書誌目録に収録されたインデックスカードの数は40万枚に成長し、1942年には1560万枚に達した。インデックスカードは、当時の世界の有力な図書館の冊子体目録や個人、学協会、図書館が刊行した書誌を収集し、それらを書誌的な単位に分解してカードに貼り付けることによって作成されたが、対象はそれらの著者ファイルや件名ファイルなどの単なる書誌情報にとどまらず、1905年には視覚資料を扱ったイメージファイル、1907年には新聞の切り抜きやパンフレット、国際書誌協会あての手紙などの全文ファイルも対象となった。オトレは、文献のページや段落、文章などの部分も書誌的な単位であると考え、それらの部分を索引づけて分類した。このアプローチはMonographic Principleと呼ばれている。このオトレのアプローチでは、本を構成するさまざまな構成要素はインデックスカードに分割されており、結び付きのない状態で存在しているが、探索を行う際には「取り外しが可能な留め具や連結棒などの方法によってすぐに結び付けることができる」という特徴を持っている。
著者順と分類順の2本立てにより、インデックスカードは管理された。インデックスカードの分類には、初期はデューイ十進分類法が、のちにオトレとラ・フォンテーヌが作成した国際十進分類法が用いられた。国際十進分類法は、1904年に出版作業が開始され、最初の版は1907年に刊行された。オトレとラ・フォンテーヌの独創的な点は、図書館目録や書誌編纂という従来の技術を「文献」という単位を起点にして、国際的な文献システムあるいは情報システムを作り上げたことであるが、国際十進分類法は「文献」という情報単位を処理するための体系として考案された。現在でも、国際十進分類法は、英語圏以外の多くの図書館や書誌サービスで利用されているほか、BBC Archives（英語版記事）などの伝統的な図書館や書誌サービス以外のいくつかのサービスでも利用されている。
オトレは1856年に、世界書誌目録を利用して、検索質問に対して手紙や電話で回答したり、質問者に適切なインデックスカードのコピーを送付する、有料の質問回答サービスを開始した。このサービスの利用者には、探索結果が50件以上になるような検索質問を送らないようにという注意が促されていた。1912年までに、このサービスは年間1,500件以上の検索質問が寄せられ、インデックスカードの年間コピー枚数も1万枚を超えるようになった。研究者のAlex Wrightは、このオトレのサービスを「アナログ検索エンジン」であると述べている。
オトレは、ブリュッセルの国際書誌協会にある世界書誌目録の複製を作成し、世界中の主要都市で閲覧可能にするという構想を持っていた。1900年から1914年の間に、世界書誌目録の完全版の複製を、パリやワシントンD.C.、リオデジャネイロなどに寄託する試みがなされた。しかし、膨大なインデックスカードの複製や輸送は困難を極めたため、数十万枚以上のインデックスカードを寄託できた都市はなく、このオトレの構想は実現しなかった。

## 個人的な困難と第一次世界大戦
1906年、彼の父親であるエドゥアール（Édouard）の死期が近くなって事業が立ち行かなくなってきたこともあり、ポールは実の弟と5人の異母兄弟でOtlet Frères（「オトレ兄弟」）という会社を設立し、鉱山や鉄道を含む事業の経営をめざした。ポールは、書誌編纂の仕事に没頭していたのにもかかわらず、会社の社長になった。1907年にエドゥアールが亡くなると、家族はすべての事業を維持しようと奔走した。1908年4月にオトレと妻は離婚手続きを開始した。オトレは1912年にVan Nederhesseltと再婚した。1913年、ラ・フォンテーヌはノーベル平和賞を受賞すると、その賞金を資金困難に陥っていたオトレと自身の書誌編纂事業に投資した。オトレは1914年初めに米国に赴き、米国政府から追加の資金を得ようとしたが、第一次世界大戦の勃発でその試みは断念せざるをえなくなった。オトレはベルギーに戻ったが、間もなくドイツによってベルギーが支配され、国外へ逃れた。戦争中のほとんどをパリとスイスの各地で過ごした。彼の息子二人はベルギー軍で戦い、一方のジャン（Jean）はイゼールの戦いで亡くなった。戦争中オトレは平和をもたらす努力をし、また将来の戦争を回避するような複数国の組織を創設しようとした。1914年、"La Fin de la Guerre"（『戦争の終焉』）という題の本を出版し、そこで国際連盟の基礎として「世界人権憲章」を提示した。

## ムンダネウム
1910年、オトレとラ・フォンテーヌは初めて「知識の都市」の構想を描いた。もともとオトレはその都市を「Palais Mondial」(世界宮殿)と命名しており、世界中の情報の中心的なリポジトリとして役立つだろうと考えていた。第一次世界大戦が終わった直後の1919年に、オトレとラ・フォンテーヌは、世界都市のプロジェクトのための場所と資金を提供することが自国に国連本部を置くというベルギーの企てを支持するのに役立つと主張して、世界都市のプロジェクトのための場所と資金を提供するように政府を説得した。彼らにはブリュッセルにあるサンカントネール公園左翼にあった政府建造物が与えられた。その後、彼らは世界書誌目録を増強させるためにスタッフを雇った。1922年に世界宮殿は、ジョルジュ・トゥニス首相の政府からの支援の不足により閉鎖されてしまったが、オトレとラ・フォンテーヌのロビー活動の後に再開された。オトレは1924年に世界宮殿をムンダネウムと改名した。世界書誌目録は着実に進展し、1927年にはインデックスカードが1300万枚にもなり、最終年の1934年には1500万枚以上に及んでいた。インデックスカードは特注のキャビネットに収められ国際十進分類法に従って索引付けされていた。コレクションは別の部屋に収められるファイル(手紙、報告書、新聞記事などを含む)や画像も含むようになり、これらの資料についてもインデックスカードによって目録が作られた。ムンダネウムは最終的に10万件のファイルと何百万件もの画像を含んでいた。1934年にベルギー政府によるプロジェクトへの資金が再びカットされ、事務所は閉鎖された。(オトレは閉鎖された事務所の外で徹夜をすることで抗議をしたが、その甲斐はなかった。)　しかしドイツがベルギーに侵攻した1940年まで、コレクションは事務所内に手をつけられないまま残されていた。ドイツ軍によって第三帝国の美術品のコレクションを保持するためにムンダネウムの地区が接収され、その過程でムンダネウムの相当量あるコレクションが破壊されたため、オトレと彼の同僚らはムンダネウムの新しい本拠地を探すことを余儀なくされた。レオポルド・パークにある大きいが老朽化した建物が新しい本拠地となり、オトレの死後の1972年にそこから移動せざるを得なくなるまで、そこで彼らはムンダネウムをできる限り再構成した。

## 世界都市
世界都市(The World CityまたはCité Mondiale）は、世界の主要な機関をすべて集めた全世界の展覧会のような都市という、オトレが考えた理想郷のビジョンである。世界都市は、他の世界へ知識を発し平和および世界的な協力を構築すると考えられる。国際機関専用の理想郷の都市を設計するというオトレの考えは、同時代の1913年に出版された在米ノルウェー人彫刻家のヘンドリック・クリスチャン・アンダーセンとフランス人の建築家のエルネスト・エブラールによる世界コミュニケーションセンターのための一連のボザール様式構想から主に着想を得ていた。世界都市の設計について、オトレは数人の建築家と協働した。このようにして世界都市の全体の設計は展開していった。最も入念に作られた計画は、ル・コルビュジエによるムンダネウム（1928年）と世界都市（1929年）の計画であり、1931年にジュネーブの国際連盟の建物のとなりのテルフューレンに建設することが計画された。1933年にはヴィクター・ブルジョアが王立中央アフリカ博物館のとなりに、また再びル・コルビュジエはアントワープの左岸に、1935年にはモーリス・ハイマンスがワシントンの近くのチェサピーク湾に、また1941年にはスタニラス・ヤシンスキとラファエル・デルヴィルがアントワープの左岸にそれぞれ計画をした。これらの異なる計画の中でも、世界都市のプログラムの諸要素はいくらか固定されていた。それは世界美術館、世界大学、世界図書館およびドキュメンテーション・センター、国際的な協会の事務所、大使館、オリンピックセンター、住宅地区、公園を含んでいることであった。

## 新しいメディアの探求
オトレは新しいメディアが発明されると度に、それを未来のネットワーク化された知識ベースという考えのなかに組み込んでいった。1900年初頭にオトレは、Robert Goldschmidt という技術者と共にマイクロフィルム（当時はマイクロフォトグラフィと呼ばれていた）に書誌データを保存することを考えた。この実験は1920年代まで続き、1920年代終わりごろまでには、同僚達とマイクロフィルムに全体を印刷して百科事典を作ることを考えていた。これはムンダネウムに所蔵されたEncyclopaedia Microphotica Mundaneumとして知られている。1920年代から30年代にかけて、オトレはラジオとテレビについて情報伝達の別の形のものとしてかいる。1934年の『ドキュメント条約』では、「次々にすばらしい発明がドキュメンテーションの可能性を大きく拡大してきた」と書いている。同じ本で彼は、感情、味覚、においを伝えるようなメディアがやがて発明されることと、理想的な情報伝達システムが彼のいうところの「感覚・認識ドキュメント」のすべてを扱うことができるようになるだろうと予言した。

## 政治的見解と政治との関わり
オトレは、知識と平和を推進するための国際的な協力に対して確固たる信念を持っていた。アンリ・ラ・フォンテーヌと共に1907年に設立した国際学会連合（Union of International Associations） は、後に国際連盟や国際連盟の知的協力機関(League of Nations Institute for Intellectual Co-operation)を経て、さらにユネスコに発展した。1933年にオトレは「巨大な中立世界都市」をベルギーのアントワープ近くに建設し、大恐慌によって膨れ上がった失業者を雇うことを提案した。

## 忘却の中へ
オトレは1944年、第二次世界大戦が終わる直前に亡くなった。彼の中心的なプロジェクトであるムンダネウムは閉館し、全ての資金源を失った。オトレの研究者のW. Boyd Raywardによると、オトレがベルギー政府と学術コミュニティの支援を失い始め、彼のアイデアが「大げさで、焦点が定まらず、時代遅れ」だと見られ始めた後に、「最初の世界大戦は、オトレがそれまで注目すべき成功とともに役割を果たした、知性と社会政治的な時代の終わりを示した」。第二次世界大戦が勃発する中で、オトレの情報科学の領域への貢献は、ヴァネヴァー・ブッシュ、ダグラス・エンゲルバート、テッド・ネルソンのようなアメリカの情報科学者や、Seymour Lubetzkyのような情報の組織化の理論家のアイデアが普及するにつれて忘れられていった。

## 再発見
1980年代の初め、また特に1990年代初期のWorld Wide Webの発展の後、オトレの知識の組織化、情報技術の利用、グローバリゼーションへの洞察や理論への新しい関心が生じた。彼の1934年の集大成"Traité de documentation"はベルギーのCentre de Lecture publique de la Communauté françaiseによって1989年に復刊された("Traité"も"Monde"(世界)も、まだ英訳されていない)。1990年に、W. Boyd Rayward教授は、いくつかのオトレの文章を英訳した。彼はまた、オトレの伝記(1975)を出版し、ロシア語(1976)、スペイン語(1996, 1999, 2005)に翻訳した。
1985年、ベルギーの研究者André Canonneは、ムンダネウムをオトレとムンダネウムに関連した人のために捧げるアーカイブとミュージアムにするように再建する可能性を提案した。彼のアイデアは当初ベルギーのLiègeに収蔵されていた。Cannoneは他の人の相当な助けを受けながら、ついに1998年、ベルギーのMonsに新しいムンダネウムを開設した。ミュージアムはまだ運営されており、オトレとアンリ・ラ・フォンテーヌの個人的な論文や、彼らが作った様々な組織のアーカイブがベルギーの近代史にとって重要なその他のコレクションとともに入っている。

## オトレの理論==コンピュータやインターネットの空想的な概念の分析
オトレ研究者のW. Boyd Raywardは、オトレの考えは、注意深い研究や科学的方法を通して、世界の客観的な視点を得ることができると考える、19世紀や実証主義哲学の成果であると書いた。Raywardによれば、彼のアイデアは彼の文化性や知性を第一次世界大戦前のベル・エポック時代の「文化的確信」に置かれている。
オトレの文章は、時に現在のWorld Wide Webを予見していると言われることがある。かれの知識の巨大なネットワークのビジョンは、文書に集約されており、言葉は違えどハイパーリンク、検索エンジン、リモートアクセス、ソーシャルネットワークなどの考えを含んでいる。1934年、オトレは「Radiated Library」と呼ぶビジョンの中で、このコンピュータやインターネットのビジョンを展開した。そのビジョンのビデオへのリンクがある: https://www.youtube.com/watch?v=hSyfZkVgasI

英語の記事の翻訳を基本にして加筆。
from [:en] 10:06, 05 July 2012 UTC

## 参考資料
- ル・コルビュジエ、ポール・オトレ共著『ムンダネウム』 山名善之・桑田光平訳、筑摩書房, 2009.
- 岡村敬二「世界書誌の夢：オトレとラ・フォンテーヌの世界宮殿」大阪府立図書館紀要, 1993, No.29, p.33-49.
- アレックス・ライト『世界目録をつくろうとした男　奇才ポール・オトレと情報化時代の誕生』 鈴木和博訳、みすず書房, 2024.